# Adolphe Marcoux
Adolphe Marcoux, né le 29 octobre 1884 à Beauport et mort dans la même ville le 10 septembre 1951, est un médecin et homme politique québécois. Il est député de Québec pour l'Union nationale de 1936 à 1937, puis pour le Parti national de 1937 à 1939.

## Biographie
Né le 29 octobre 1884 à Beauport, Adolphe Marcoux est le fils de Joseph-Désiré Marcoux, un notaire, et de Sarah Élisabeth alias Isabelle Gendron. Après avoir étudié à Beauport et au Séminaire de Québec, il fait ses études en médecine à l'Université Laval et est reçu médecin en 1909. Il se perfectionne ensuite à Paris de 1909 à 1910.
Il revient à Beauport pour exercer sa profession et s'implique au sein de sa communauté. Il devient président de la Caisse populaire de Beauport, de la Ligue du Sacré-Cœur, de la Société Saint-Jean-Baptiste et de l'Association des médecins du comté de Québec. Catholique pratiquant, il est également marguillier de sa paroisse. 
Il se lance en politique sous la bannière de l'Union nationale. En 1936, il est élu député de la circonscription de Québec. Déçu des politiques de Maurice Duplessis, il quitte l'Union nationale avec un groupe de députés dissidents et fonde le Parti national le 26 juin 1937. Aux élections de 1939, il décide de ne pas se représenter et de retourner à la pratique de la médecine.
Il est mort à Beauport le 10 septembre 1951 et est enterré au cimetière de Beauport quatre jours plus tard.